# 지브롤터 시청
지브롤터 시청 (Gibraltar City Hall)은 지브롤터의 옛 시청 건물로, 지브롤터 도심의 존 매킨토시 광장 서쪽 끝에 자리해 있다. 지금은 지브롤터 시장의 공식 관저로 사용된다.

## 역사

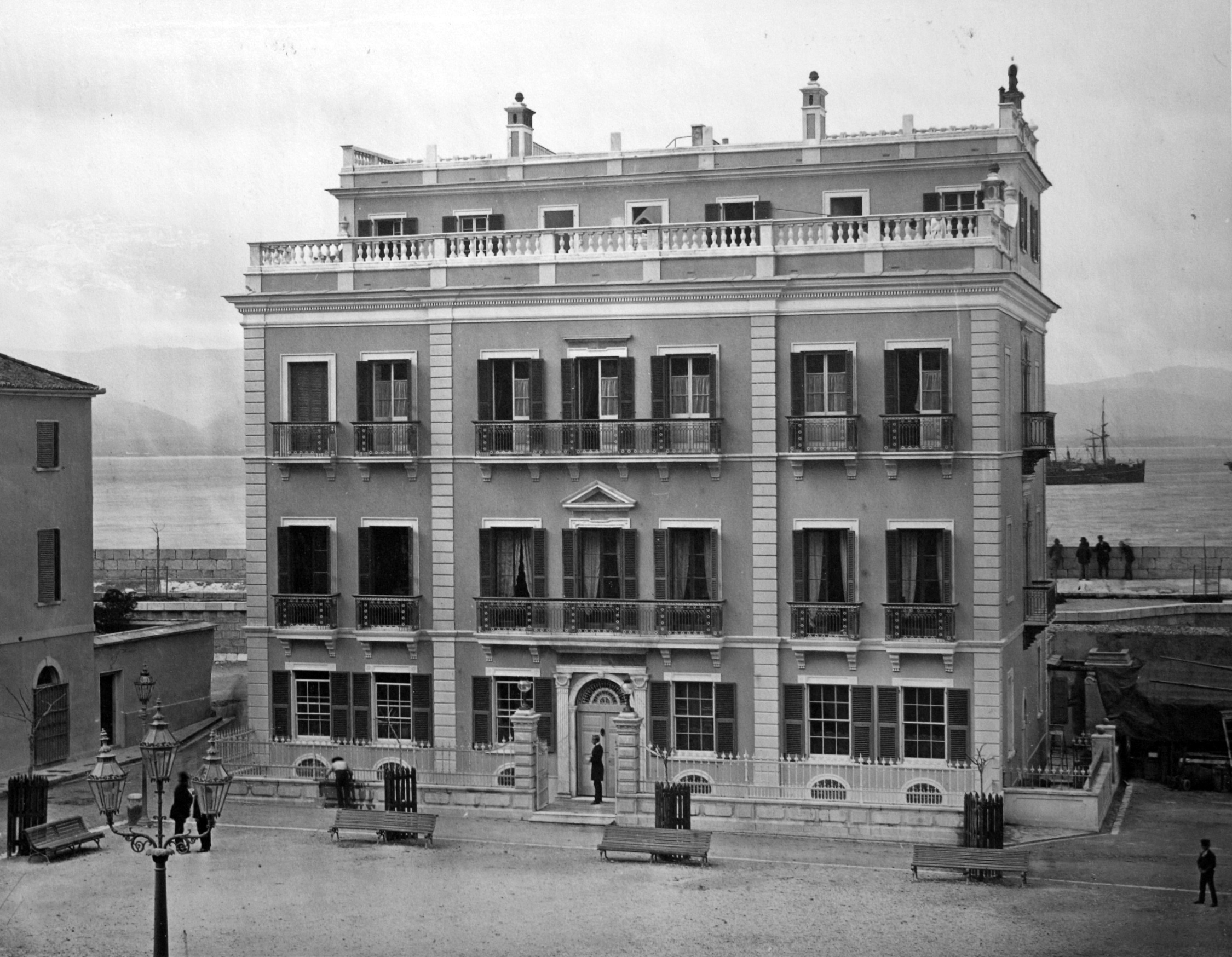
코넛 하우스 (1879년)

1819년 유대계 포르투갈인 출신의 부유한 상인이었던 아롱 카르도주가 자기 가족이 지낼 용도로 개인 저택을 지었는데, 이것이 지금의 지브롤터 시청이다. 저택이 세워질 당시에는 지브롤터에서 유래없이 가장 컸던 민간 저택이었던 것으로 전해진다. 건물 높이는 3층에 달하였으며 광장을 향해 우뚝 솟아있었다.
이 건물은 라 산타 미세리코르디아 (La Santa Misericordia)라는 이름의 예배당 (예전에는 병원, 나중에는 교도소로 사용) 부지에 세워졌는데, 개신교 신자가 아니었던 카르도주는 원칙대로라면 지브롤터에 개인 재산을 소유할 수가 없었다. 하지만 넬슨 제독과 친한 친구로서 그의 함대를 지원해주기도 했던 그는 마침내 근처 광장을 '장식' (ornament)한다는 조건으로 알라메다에 저택을 세울 수 있게 되었다. 저택을 건설하는 데 들어간 비용은 40,000파운드에 달했다.
1834년 카르도주가 사망한 뒤 존 안살도라는 사람이 그의 저택을 사들여서 '클럽 하우스 호텔' (Club House Hotel)이라는 이름을 내걸고 호텔로 사용하기 시작했다. 이후 1874년 지브롤터 태생의 스페인계 사업가이자 은행가였던 파블로 안토니오 라리오스가 다시 사들여 건물 전체를 보수하였다. 1922년에는 그의 아들인 파블로 라리오스가 지브롤터 식민당국에 건물을 매각하였고, 당국은 우체국으로 용도를 바꾸고자 하였으나 결국에는 새로 구성된 지브롤터 시의회의 의사당이 되었다. 1926년부터는 시의회가 지브롤터의 전화업무를 맡게 되면서 지브롤터 시내의 자동 전화 교환기가 최상층에 설치되었다. 이후 건물 위로 한 층을 더 올리고, 북쪽에 본체를 새로 내는 등 확장 공사를 거치며 기존의 건물 대칭을 바꾸었다. 오늘날에는 지브롤터 시장의 관저로 사용되고 있다.

## 같이 보기
- 지브롤터

## 참고 서적
- Benady, Tito (1996). 《The Streets of Gibraltar》. Gibraltar Books. 17–19쪽. ISBN 0-948466-37-5.
- Bond, Peter (2003). 《300 Years of British Gibraltar 1704-2004》. Peter-Tan Publishing Co.
- Stephen Constantine (2009). 《Community and identity. The making of modern Gibraltar since 1704》. Manchester University Press. ISBN 978-0-7190-8054-8.
- Romero Frías, Rafael (1994).  Fundación Arte y Tecnología de Telefónica, 편집. 《Colección Histórico-Tecnológica de Telefónica》 (스페인어). Madrid. ISBN 84-604-9745-3.